# Internationale Bauausstellung Emscher Park
Die Internationale Bauausstellung Emscher Park (IBA Emscher Park) war ein auf zehn Jahre angelegtes Zukunftsprogramm des Landes Nordrhein-Westfalen zur Bewältigung der Strukturkrise im nördlichen Ruhrgebiet. Sie begann am 21. April 1989; ihre Tätigkeit endete 1999. Sie trug entscheidend zu einem neuen Selbstbewusstsein der Region bei.
Initiiert wurde sie vom damaligen Nordrhein-Westfälischen Minister für Stadtentwicklung, Wohnen und Verkehr, Christoph Zöpel, und dem späteren Geschäftsführer der IBA, Karl Ganser, der seit Anfang der 1980er Jahre unter Zöpel im Ministerium tätig war.

## Aufgaben
Die Aufgabe dieser Internationalen Bauausstellung war, mit neuen Ideen und Projekten im städtebaulichen, sozialen, kulturellen und ökologischen Bereich Impulse für den wirtschaftlichen Wandel einer alten Industrieregion im nördlichen Ruhrgebiet, der Emscher-Region, zu setzen. In diesem Prozess des Strukturwandels hat die IBA Emscher Park mit vielen Partnern auf einer breiten Basis gearbeitet: mit den Gemeinden, Unternehmen, Verbänden, Initiativen und Bürgern. 17 Kommunen des Ruhrgebiets waren der Bauausstellung beigetreten: Duisburg, Oberhausen, Mülheim an der Ruhr, Bottrop, Essen, Gladbeck, Bochum, Gelsenkirchen, Recklinghausen, Herne, Herten, Castrop-Rauxel, Waltrop, Lünen, Dortmund, Kamen und Bergkamen.

## Projekte
In zehn Jahren IBA Emscher Park sind rund 120 Projekte in den zentralen Arbeitsbereichen
- Emscher Landschaftspark
- Ökologischer Umbau des Emscher-Systems
- Arbeiten im Park
- Industriedenkmäler
- Wohnen und Stadtentwicklung
- Soziale Initiativen, Beschäftigung und Qualifizierung

entwickelt und realisiert worden.
Geschäftsführer war Karl Ganser. Das IBA-Büro wurde auf dem Gelände der einstigen Zeche Rheinelbe in Gelsenkirchen-Ückendorf eingerichtet.
Insgesamt wurden rund 2,5 Mrd. Euro in die IBA-Projekte investiert, etwa 1,5 Mrd. Euro als Mittel der öffentlichen Hand und 1 Mrd. Euro als Privatinvestitionen. Nach anderen Angaben wurden sogar fünf Milliarden Euro investiert.
Zu den zentralen Innovationen der IBA Emscher Park gehören:
- Kreislaufwirtschaft beim Flächenverbrauch und im Gebäudebestand, im Energieverbrauch und in der Wasserwirtschaft,
- Umbau eines zentralisierten und veralteten Entwässerungssystems (Emscher-System),
- mit dem Emscher-Landschaftspark Europas größtes zusammenhängendes Projekt des (Wieder-)Aufbaus von Landschaft zu gestalten,
- auf freigewordenen Flächen der Montanindustrie Zukunftsstandorte mit regionaler Ausstrahlung und überragender Standortqualität anzustoßen,
- beim Neubau und bei der Umnutzung baulicher Substanz immer auf die Qualität des Bauens und auf gute Architektur zu setzen,
- mit dem Projekt „Einfach und selber Bauen“ richtungweisende Impulse für die Versorgung unterer Einkommensschichten mit bezahlbarem Wohnraum zu geben,
- die Zeugnisse einer in dieser Dimension einmaligen und eigenständigen Epoche der Industriekultur zu erhalten und in ein neues städtebauliches und landschaftliches Umfeld zu setzen und für neue Nutzungen herzurichten.

## IBA von Unten
Parallel zur Konstituierung der IBA Emscherpark entstand als informelle zivilgesellschaftliche Begleitung der Initiativkreis Emscherregion e. V., der sich „IBA von Unten“ nannte. Der Zusammenschluss wurde im Wesentlichen von Dozenten und Absolventen städtebaulicher und sozialer Studiengänge getragen, hatte ein festes Projektbüro und blieb während der gesamten Laufzeit aktiv. „IBA von Unten“ engagierte sich für eine stärkere Bürgerbeteiligung im IBA-Prozess, stellte aber auch selbst Projektanträge, führte Tagungen durch, publizierte und initiierte Fachbücher und Fachbeiträge in Zeitschriften.

## Die IBA Emscher Park heute
Noch heute sind die Spuren der IBA Emscher Park sichtbar. Auf der einen Seite stellen die bedeutenden industriekulturellen und landschaftlichen Infrastrukturprojekte bedeutende Orte der Naherholung und der Kultur dar, so etwa die Jahrhunderthalle in Bochum, der Gasometer in Oberhausen und der Landschaftspark Nord in Duisburg. Doch auch organisatorisch ist die Trägerorganisation sowie die Idee der IBA weiter geführt worden und findet in der Route der Industriekultur und in alljährlich stattfindenden Veranstaltungen wie der ExtraSchicht oder der Ruhrtriennale eine direkte Fortsetzung. Die erfolgreiche Bewerbung des Ruhrgebiets zur RUHR.2010 – Kulturhauptstadt Europas wäre ohne die gemachte gemeinsame Erfahrung und insbesondere ohne die entstandenen Orte der Industriekultur kaum denkbar gewesen.